# Виборчий округ 116
Виборчий округ 116 — виборчий округ у Львівській області. В сучасному вигляді був утворений 28 квітня 2012 постановою ЦВК №82 (до цього моменту існувала інша система виборчих округів). Окружна виборча комісія цього округу розташовується в будівлі Залізничної районної адміністрації Львівської міської ради за адресою м. Львів, вул. Виговського, 34.
До складу округу входять Залізничний район і частина Шевченківського району (окрім мікрорайонів Клепарів та Фридрихівка) міста Львів. Виборчий округ 116 межує з округом 122 на заході, на північному заході і на півночі, з округом 118 на північному сході, з округом 117 на сході, з округом 118 на півдні і на південному заході та з округом 122. Виборчий округ №116 складається з виборчих дільниць під номерами 461876-461924, 462109-462113, 462119-462129, 462137-462150, 462154 та 462164.

## Народні депутати від округу
| Ім'я                         | Фото | Партія                   | Скликання | Дата набуття повноважень | Дата припинення повноважень |
| ---------------------------- | ---- | ------------------------ | --------- | ------------------------ | --------------------------- |
| Фаріон Ірина Дмитрівна       |      | Свобода                  | 7-ме      | 12 грудня 2012           | 27 листопада 2014           |
| Подоляк Ірина Ігорівна       |      | Об'єднання «Самопоміч»   | 8-ме      | 27 листопада 2014        | 29 серпня 2019              |
| Княжицький Микола Леонідович |      | Європейська Солідарність | 9-те      | 29 серпня 2019           |                             |

## Результати виборів

### Парламентські

#### 2019
Кандидати-мажоритарники:
- Княжицький Микола Леонідович (Європейська Солідарність)
- Романяк Марта Олегівна (Голос)
- Мельник Ростислав Леонідович (Слуга народу)
- Веремчук Валерій Миколайович (Громадянська позиція)
- Фаріон Ірина Дмитрівна (Свобода)
- Зінкевич Ігор Володимирович (самовисування)
- Подоляк Ірина Ігорівна (Самопоміч)
- Доманський Володимир Володимирович (самовисування)
- Тимчій Наталія Вікторівна (Батьківщина)
- Попович Василь Васильович (Сила і честь)
- Козак Іванна Іванівна (самовисування)
- Лисецька Світлана Володимирівна (самовисування)
- Клим Володимир Петрович (самовисування)

#### 2014
Кандидати-мажоритарники:
- Подоляк Ірина Ігорівна (Самопоміч)
- Веремчук Валерій Миколайович (Радикальна партія)
- Фаріон Ірина Дмитрівна (Свобода)
- Маліновський Володимир Степанович (самовисування)
- Оверко Володимир Петрович (Батьківщина)
- Березюк Андрій Тарасович (Заступ)
- Радик Олег Юліанович (самовисування)
- Несімко Олег Дем'янович (самовисування)
- Дробот Ірина Григорівна (Комуністична партія України)
- Цвик Андрій Олександрович (Опозиційний блок)
- Федчишин Андрій Євгенович (самовисування)
- Клим Володимир Петрович (самовисування)
- Кутний Роман Антонович (самовисування)
- Разумовський Дмитро Олександрович (самовисування)
- Свелеба Ярослав Богданович (самовисування)
- Романович Ігор Федорович (Мерітократична партія України)

#### 2012
Кандидати-мажоритарники:
- Фаріон Ірина Дмитрівна (Свобода)
- Березюк Андрій Тарасович (УДАР)
- Хруставчук Богдан Іванович (Партія регіонів)
- Садовий Василь Степанович (самовисування)
- Нєкрасов Ігор Євгенович (Комуністична партія України)
- Середа Степан Васильович (Собор)
- Герчук Ігор Володимирович (Україна — Вперед!)
- Багай Ярослав Романович (самовисування)
- Купінець Богдан Іванович (Народна партія)

## Явка
Явка виборців на окрузі: